# Lithoscaptus aquarius
Lithoscaptus aquarius is een galkrab uit de familie der Cryptochiridae.
De soort werd in 2023 beschreven door marien biologe Sancia van der Meij. Op dit moment zijn er drie exemplaren bekend van over de hele wereld, waarvan twee gevonden zijn in aquaria (waaronder het type-exemplaar); dat is waar de soortnaam 'aquarius' vandaan komt. Het is dus niet duidelijk wat het natuurlijke verspreidingsgebied is van de soort. De drie exemplaren zijn allemaal gevonden in de koraalsoort Catalaphyllia jardinei, een populaire soort onder aquariumhouders, maar het is ook onduidelijk of dat de enige gastheer is.